# Wapen van Zuidplas

Wapen van Zuidplas

Het wapen van Zuidplas bestaat uit een gecarteleerd schild van de gemeente Zuidplas, waarin elk kwartier afzonderlijk het wapen toont van de plaatsen Nieuwerkerk aan den IJssel, Moordrecht, Zevenhuizen en Moerkapelle, waarmee het wapen samengesteld is. De beschrijving luidt: 
"Gevierendeeld; I in zilver een leeuw van keel; II in keel een achtpuntige ster van zilver; III gedeeld van sinopel en goud; IV in sinopel een kapel van goud. Het schild gedekt met een gouden kroon van vijf bladeren en gehouden door twee aanziende leeuwen van natuurlijke kleur staande op een grasgrond van sinopel."

## Geschiedenis
Op 1 januari 2010 werden de voormalige gemeenten Nieuwerkerk aan den IJssel, Moordrecht en Zevenhuizen-Moerkapelle samengevoegd tot de nieuwe gemeente Zuidplas. Zevenhuizen-Moerkapelle was al eerder gevormd door een fusie van de plaatsen Zevenhuizen en Moerkapelle. Daardoor ontstond de noodzaak voor een nieuw gemeentewapen, aangezien elk van de opgeheven gemeenten een eigen wapen voerde. Nieuwerkerk aan den IJssel had een wapen met een rode leeuw op een zilveren veld, Moordrecht een zilveren ster op een rood veld, en Zevenhuizen-Moerkapelle een doorsneden schild met in de bovenhelft een rode kapel op een gouden veld (afkomstig van een ouder wapen van Moerkapelle) en de onder helft een gouden paal op een groen veld (afgeleid van het eerdere wapen van Zevenhuizen). Dit laatste wapen werd bovendien gedragen door twee natuurlijke leeuwen en bekroond met een markiezenkroon — elementen die later zijn overgenomen in het nieuwe gemeentewapen. Op 31 maart 2010 diende het college van burgemeester en wethouders een aanvraag in bij de Hoge Raad van Adel voor een nieuw ontwerp. De Raad presenteerde drie ontwerpen voor het nieuwe gemeentewapen: twee geheel nieuwe, geïnspireerd op de drooglegging van de polder en gesymboliseerd door een schuinbalk, en een derde ontwerp dat volledig aansloot bij de wensen van de gemeente. In dit ontwerp werden de wapens van de voormalige gemeenten en plaatsen samengebracht in afzonderlijke kwartieren, en tevens de de schildhouders en rangkroon uit het wapen van Zevenhuizen-Moerkapelle overgenomen. Op 14 december 2010 sprak de gemeenteraad haar voorkeur uit voor dit ontwerp, dat op 22 maart 2011 bij Koninklijk Besluit officieel werd verleend aan de gemeente Zuidplas.

## Verwante wapens

Het wapen van Nieuwerkerk aan den IJssel
Het wapen van Moordrecht
Het wapen van Zevenhuizen-Moerkapelle

Alblasserdam
· Albrandswaard
· Alphen aan den Rijn
· Barendrecht
· Bodegraven-Reeuwijk
· Capelle aan den IJssel
· Delft
· Den Haag
· Dordrecht
· Goeree-Overflakkee
· Gorinchem
· Gouda
· Hardinxveld-Giessendam
· Hendrik-Ido-Ambacht
· Hillegom
· Hoeksche Waard
· Kaag en Braassem
· Katwijk
· Krimpen aan den IJssel
· Krimpenerwaard
· Lansingerland
· Leiden
· Leiderdorp
· Leidschendam-Voorburg
· Lisse
· Maassluis
· Midden-Delfland
· Molenlanden
· Nieuwkoop
· Nissewaard
· Noordwijk
· Oegstgeest
· Papendrecht
· Pijnacker-Nootdorp
· Ridderkerk
· Rijswijk
· Rotterdam
· Schiedam
· Sliedrecht
· Teylingen
· Vlaardingen
· Voorne aan Zee
· Voorschoten
· Waddinxveen
· Wassenaar
· Westland
· Zoetermeer
· Zoeterwoude
· Zuidplas
· Zwijndrecht

Dorpswapens: Heerjansdam
· Maasland
· Scheveningen
· Schipluiden